# Esther Lekain

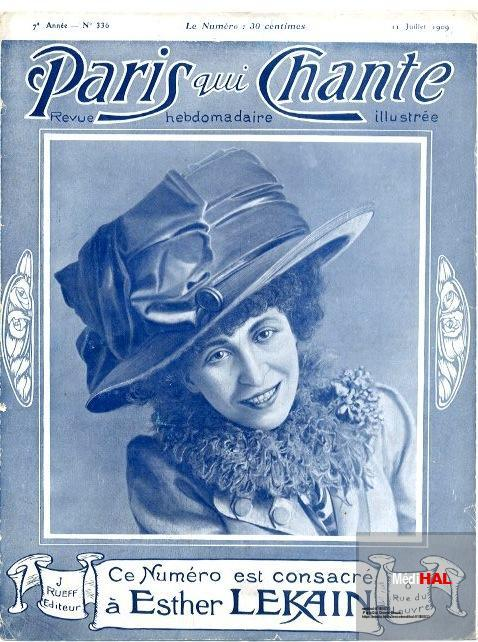
Esther Lekain (1909).

Esther Lekain nacida Ernestine Nickel (n. Bruselas, 1 de abril de 1870, † Niza, 2 de marzo de 1960) fue una cantante belga francófona activa durante más de 70 años. 

## Grabaciones
1. La dernière Gavotte (Vargues - Delormel)
2. Un vieux farceur (Léon - Nadot)
3. Les vieilles larmes (Millandry)
4. Ah ! Si vous voulez d'l'amour (Scotto - Burtey)
5. Le cœur de Ninon (Buccucci - Bereta - Millandry)
6. [Tout] Ça ne vaut pas l'amour (Perpignan - Trebitsch)